# Kenan Simambe
Kenan Simambe (Kitwe, 23 de agosto de 1974 — Libreville, 27 de abril de 1993) foi um futebolista zambiano que atuava como defensor.

## Carreira
Jogou apenas no Power Dynamos, entre 1991 e 1993, sendo campeão nacional em seu primeiro ano como profissional, além de ter conquistado uma Recopa Africana pelo clube.
Pela Seleção Zambiana, jogou apenas uma vez, contra a Namíbia, em janeiro de 1993<. Foi também contra os Brave Warriors que Simambe marcou seu único gol com a camisa dos Chipolopolo.

## Morte
Em 27 de abril de 1993, quando viajava para Dacar, no Senegal, Simambe e os demais jogadores da Seleção Zambiana, além da comissão técnica, outros 3 passageiros e os tripulantes do avião De Havilland Canada DHC-5D Buffalo em que viajavam, morreram no desastre aéreo ocorrido no litoral do Gabão, próximo a Libreville. Era o mais jovem dos atletas falecidos, com apenas 18 anos de idade.

## Títulos
Power Dynamos
- Campeonato Zambiano: 1991
- Recopa Africana: 1991